# Pekelský vrch
Der Pekelský vrch (deutsch Höllberg) ist ein Hügel des Isergebirgs-Vorlands 
südwestlich von Lužec pod Smrkem (Mildeneichen). 
Auf dem Gipfel befinden sich Überreste eines natürlichen Amphitheaters aus der Zeit vor dem Zweiten Weltkrieg in Form einer großen Fläche, die an ihren Seiten mit Felssteinen umgeben ist.